# Петровский (Малый тронный) зал Зимнего дворца
Петровский зал
Петровский (Малый тронный) зал Зимнего дворца создан в 1833 году по проекту архитектора О. Монферрана. Посвящён памяти Петра I.

## История
К работе над проектом нового зала на месте находившихся здесь Казачьего зала и Арабесковой комнаты О. Р. Монферран приступает в апреле 1833 года. Возникновение двух новых парадных залов (Петровского и Фельдмаршальского) было частью замысла Николая I о превращении Зимнего дворца в памятник истории имперского периода развития России. После пожара 1837 года с незначительными изменениями восстановлен В. П. Стасовым. Для обивки стен теперь использовался не розовый, как прежде, а «пунцовый» бархат, по которому были прибиты «бронзовые вызолоченные орлы числом 900».
В отделке интерьера зала использованы вензель императора (две латинские буквы «P»), двуглавые орлы и короны. После проведения в середине XIX века геральдической реформы в убранство зала были внесены некоторые изменения (работы велись под руководством А. И. Штакеншнейдера).
Серебряный (с позолотой) трон был выполнен в Петербурге в конце XVIII в. За троном, на монументальном портале находится картина итальянского живописца Якопо Амигони «Царь Пётр I с аллегорической фигурой Славы (богиней мудрости Минервой)». Картина была написана после смерти Петра I в 1725 году в период 1732—1734 годов для русского посла в Лондоне Антиоха Кантемира. В верхней части стен помещены полотна, изображающие знаменитые сражения Северной войны — Полтавскую баталию и битву при Лесной (П. Скотти и Б. Медичи).
Зал украшают шитые серебром панно из лионского бархата. В 2018 году прошла реставрация вышивки и бронзовых элементов. Серебряные нити подверглись очистке лазером. Ткань была вновь создана по сохранившимся образцам на той же мануфактуре («Дом Prelle»), где её изготовляли в XIX веке. Интерьер дополняют изделия из серебра петербургской работы. В зале находятся два консольных стола из серебра, на стенах размещены серебряные бра, выполненные в 1800—1801 годах мастером И. В. Бухом. Эти предметы, ранее украшавшие Тронный зал Марии Фёдоровны, были спасены во время пожара.
В 1915—1917 гг. зал занимал военный госпиталь Красного Креста. Здесь сёстры милосердия обслуживали самых тяжёлых больных.

## Архитектура
Перекрытый крестовым сводом зал имеет грандиозную полуциркульную нишу (экседру), оформленную как триумфальная арка. Софит арки декорирован лепным золочёным орнаментом с изображением в шелыге латинского вензеля Петра I. В глубине экседры устроено тронное место — портал в форме эдикулы. Портал фланкирован монолитными колоннами из ревневской яшмы и завершён разорванным фронтоном. На беломраморных панелях, расположенных по периметру зала, закреплены бронзовые золочёные окружённые лавровыми листьями вензеля Петра I. В центре каждого из 10 бархатных панно высотой 5,3 м расположены большие бронзовые золочёные орлы. Композицию панно дополняют малые орлы (всего 244 штуки), вензели, и орнамент, содержащий лавровые листья, ветки, ягоды, банты (всего 7200 штук).